# Number Five
Pour les articles homonymes, voir N5.
Number 5 (ナンバーファイブ, Nanbā faibu) est un manga de Taiyō Matsumoto publié au Japon de 2001 à 2005 dans la revue Ikki éditée par Shōgakukan.
L'édition française est parue en huit volumes de 2004 à 2006 chez Kana.

## Résumé
L'histoire se déroule dans un monde qui semble être la Terre vers 2450 (on y célèbre le 500e anniversaire d'Elvis Presley), mais très métamorphosée. La démographie est fortement contrôlée, la nature a changé (70 % de la surface de la terre est couverte de déserts), des chimères ont été créées artificiellement. Un gouvernement mondial dirige la planète, soutenu par des forces armées. Celles-ci sont épaulées par une section spéciale, l'armée de la paix, composée d'êtres aux pouvoirs paranormaux, issus d'un programme de manipulations génétiques. Leur rôle est de donner une image positive de l'armée, via des missions spécifiques, qui mettent en valeur leurs qualités hors du commun, et sont fortement médiatisées. Cette armée de la paix est dirigée par un conseil de 9 personnes, les Rainbow warriors. Ils ont pour interdiction de se reproduire entre eux. Pourtant, Number Five, un des membres du conseil Rainbow, enlève Matriochka, une jeune femme mystérieuse qui semble vivre dans ses rêves. Le chef du conseil, One, envoie alors, un à un, les autres membres du conseil à la poursuite de Five.

## Analyse
Sorte de bande dessinée de science-fiction, Number 5 est « peut-être l'une des séries les plus oniriques, les plus généreuses et les plus belles qu'ait produite la bande dessinée japonaise ».
- Si vous ne connaissez pas le sujet, laissez ce bandeau (vous pouvez alors contacter les auteurs).
- Si vous supprimez le contenu mis en cause (vous pouvez préalablement contacter les auteurs),

argumentez précisément cette suppression dans la page de discussion
(un manque de référence n'est pas un argument ; une recherche réelle de référence doit avoir été effectuée, être formellement documentée).
À la première lecture, Number 5 laisse désorienté : l'histoire débute in medias res, sur une Terre future à la fois archaïque et ultra-moderne où tout (animaux, vêtements, architecture) est mélange, chimères ; la logique de Five n'est pas évidente ; signes et références sont omniprésents (à Arzach de Mœbius, à Cyborg 009 de Shōtarō Ishinomori). Les niveaux de sens de l'histoire, hybride graphique et narratif des bandes dessinées occidentales et orientales, se superposent. À travers cette recherche formelle, Matsumoto explore non plus le quotidien de son pays, comme dans ses œuvres précédentes, mais ses rêves, son inconscient.